# Zucchero Shake Tour
Lo Zucchero Shake Tour (conosciuto anche come Zucchero Shake World Tour) è la nona tournée di Zucchero Fornaciari, collegata all'album Shake del 2001.

## Il tour
La tournée si svolse dal 9 febbraio 2002 al 1º novembre 2003. La parte svoltasi nel 2002 fu ribattezzata European Shake Tour in quanto la maggioranza delle tappe ebbe luogo in Europa. Nel 2003, invece, poiché tutte le tappe si svolsero in Canada e nel Nord America, il tour prese il nome di Canada-Nord America Shake Tour. Questa scelta di dividere il tour in due parti a seconda del continente si ripeterà nel biennio 2013/2014, in cui Zucchero promuoverà La sesión cubana prima in Europa e Oceania con La sesión cubana World Tour, poi in Nord-America, l'anno successivo, con l'Americana Tour.

## Le tappe

### 2002
European Shake Tour
- 9 febbraio:  Italia, Ponte di Legno (data 0)
- 11 febbraio:  Svizzera, Zurigo - Hallenstadion (ospite: Paul Young)
- 13 febbraio:  Italia, Montichiari - PalaGeorge
- 14 febbraio:  Italia, Torino - PalaStampa
- 16 febbraio:  Italia, Bologna - PalaMalaguti
- 17 febbraio:  Italia, Ancona - PalaRossini
- 19 febbraio:  Italia, Bari - PalaFlorio
- 21 febbraio:  Italia, Palermo - Palasport Fondo Patti
- 23 febbraio:  Italia, Acireale - PalaTupparello
- 25 febbraio:  Italia, Perugia - PalaEvangelisti
- 26 febbraio:  Italia, Pesaro - BPA Palas
- 27 febbraio:  Italia, Verona - PalaOlimpia
- 1º marzo:  Italia, Treviso - PalaVerde
- 2 marzo:  Italia, Treviso - PalaVerde
- 3 marzo:  Italia, Bolzano - PalaOnda
- 5 marzo:  Italia, Genova - Palasport
- 6 marzo:  Italia, Firenze - Nelson Mandela Forum
- 9 marzo:  Italia, Milano - Filaforum
- 12 marzo:  Austria, Vienna - Gasometer
- 13 marzo:  Lussemburgo, Pétange - Hall Omnisports
- 15 marzo:  Paesi Bassi, Amsterdam - Heineken Music Hall
- 16 marzo:  Belgio, Bruxelles - Forest National
- 17 marzo:  Germania, Amburgo - Congress Center Hamburg
- 19 marzo:  Germania, Saarbrücken - E-Werk
- 20 marzo:  Germania, Offenbach - Stadthalle Offenbach
- 21 marzo:  Germania, Stoccarda - Liederhalle
- 23 marzo:  Germania, Monaco di Baviera - Olympiahalle
- 25 marzo:  Francia, Parigi - Zenith
- 26 marzo:  Germania, Düsseldorf - Philipshalle
- 27 marzo:  Germania, Hannover - Stadionsporthalle
- 29 marzo:  Germania, Dresda - Kulturpalast
- 9 maggio:  Austria, Rankweil - Altes Kino Festival
- 11 maggio:  Paesi Bassi, Groninga - The Square Tour
- 13 maggio:  Serbia, Belgrado
- 15 maggio:  Slovenia, Capodistria
- 17 maggio:  Ungheria, Budapest
- 18 maggio:  Germania, Bad Reichenhall
- 1º giugno:  Austria, Piberstein - Krone Festival
- 8 giugno:  Italia, Roma - Stadio Flaminio
- 13 giugno:  Spagna, Elche - Alicante Amphitheatre
- 14 giugno:  Spagna, Madrid - La Riviera
- 15 giugno:  Spagna, Vigo
- 17 giugno:  Spagna, Barcellona - Luz de Gas
- 22 giugno:  Austria, Vienna - Donauinselfest
- 23 giugno:  Austria, Innsbruck - Hafen Open Hair
- 28 giugno:  Germania, Oberhausen - Arena Oberhausen
- 29 giugno:  Belgio, Charleroi - Festival
- 30 giugno:  Svizzera, San Gallo
- 1º luglio:  Italia, Milano - Velodromo Vigorelli
- 3 luglio:  Italia, Napoli - Neapolis Festival
- 4 luglio:  Italia, Lamezia Terme
- 7 luglio:  Italia, Caltanissetta - Stadio Pian Del Lago
- 9 luglio:  Italia, Lecce - Cave del Duca di Torre Vecchia
- 11 luglio:  Italia, Udine - Stadio Friuli
- 14 luglio:  Belgio, Werchter - Werchter Festival
- 16 luglio:  Italia, Arezzo - Stadio Comunale
- 17 luglio:  Francia, Patrimonio Corsica Festival
- 18 luglio:  Francia, Chateau Arnoux Festival
- 20 luglio:  Germania, Lörrach - Stimmen 2002
- 22 luglio:  Italia, Lucca - Lucca Summer Festival
- 23 luglio:  Italia, Sanremo - Stadio comunale
- 24 luglio:  Italia, Marostica - Piazza degli scacchi
- 26 luglio:  Svizzera, Lugano - Stadio comunale di Cornaredo
- 27 luglio:  Svizzera, Nyon - Paléo Festival Nyon
- 28 luglio:  Svizzera, Zurigo - Zurich Festival Landesmuseum
- 29 luglio:  Svizzera, Zurigo - Zurich Festival Landesmuseum
- 2 agosto:  Croazia, Pola, Arena di Pola
- 3 agosto:  Germania, Ratisbona - Regensburg Festival
- 4 agosto:  Italia, Civitavecchia - Largo Marco Galli
- 11 agosto:  Svizzera, Zofingen - Heitere Open Air
- 12 agosto:  Francia, Colmar - Colmar Festival
- 13 agosto:  Francia, Montpellier - Montpellier Festival
- 14 agosto:  Francia, Lourdes - Lourdes Festival
- 16 agosto:  Germania, Bonn - Museumsplatz
- 17 agosto:  Italia, Porto Cervo - Cala di Volpe
- 21 agosto:  Germania, Friburgo in Brisgovia - Festival am Tunisee
- 24 agosto:  Polonia, Sopot - Sopot Festival
- 27 agosto:  Italia, L'Aquila - Stadio Tommaso Fattori
- 29 agosto:  Austria, Villaco - Villach Festival
- 6 settembre:  Spagna, Alicante - Alicante Festival
- 8 settembre:  Spagna, Oviedo - Oviedo Festival
- 13 dicembre:  Italia, Parma - Palacassa

### 2003
Canada-Nord America Shake Tour
Nel febbraio 2003 il cantante reggiano prese parte, in Svizzera, a tre serate speciali durante le quali i migliori pattinatori del mondo si esibirono durante il suo concerto; l'ultima sera, quando la pluricampionessa mondiale Denise Biellmann, sulle note di Così celeste, ha pattinato per l'ultima volta davanti al pubblico, Zucchero ha voluto dedicarle la sua versione del brano Va, pensiero. A parte questo evento, le tappe dell'anno sono le seguenti.
- 13 ottobre:  Stati Uniti, New York, Madison Square Garden (ospiti Maná)
- 16 ottobre:  Canada, Hamilton, ON, Hamilton Center
- 18 ottobre:  Canada, Brampton, ON, Heritage Centre
- 19 ottobre:  Canada, Ottawa, ON, Casino Hull
- 21 ottobre:  Canada, North Bay, ON, Capitol Theatre
- 22 ottobre:  Canada, St. Catharines, ON, Brock Theatre
- 24 ottobre:  Canada, Windsor, ON, Capitol Theatre
- 25 ottobre:  Canada, Toronto, ON, Massey Hall
- 26 ottobre:  Canada, Montréal, QC, Métropolis
- 28 ottobre:  Stati Uniti, Phoenix, AZ, Cricket Pavilion (ospiti Maná)
- 30 ottobre:  Stati Uniti, Las Vegas, NV, Mandalay Bay (ospiti Maná)
- 31 ottobre:  Stati Uniti, Los Angeles, CA, Universal Amphitheatre (ospiti Maná)
- 1º novembre:  Stati Uniti, Los Angeles, CA, Universal Amphitheatre (ospiti Maná)

## La scaletta
1. Intro (tape: "Ach pies la roba che ga cal don" + guitar solo)
2. Sento le campane
3. Music in me
4. Porca l'oca
5. Ali d'oro
6. Dindondio
7. Rossa mela della sera
8. Baila
9. Ahum
10. Overdose (d'amore)
11. Datemi una pompa
12. Il mare impetuoso al tramonto salì sulla Luna e dietro una tendina di stelle...
13. Dune mosse
14. Diamante
15. Il volo
16. Con le mani
17. Solo una sana e consapevole libidine salva il giovane dallo stress e dall'Azione Cattolica
18. Diavolo in me
19. Shake
20. Scintille
21. A wonderful world
22. X colpa di chi?
23. Tobia
24. Outro (tape: Libera l'amore)